# Doriaella cheesmanae
Doriaella cheesmanae är en insektsart som beskrevs av Kevan, D.K.M. 1966. Doriaella cheesmanae ingår i släktet Doriaella och familjen Pyrgomorphidae. Inga underarter finns listade i Catalogue of Life.